# عاطفه امیرابراهیمی
عاطفه امیرابراهیمی (زادهٔ ۱۳۰۷) نمایندهٔ حوزهٔ انتخابیهٔ بافت در دوره بیست و سوم مجلس شورای ملی بوده‌است. او عضو حزب ایران نوین و کمیته امور اجتماعی و هنری آن بود. هدف این کمیته تأثیرگذاری بر افکار جوانان و دانشجویان و آشنایی آنان با فلسفه انقلاب سفید بود. او همچنین رئیس بیمارستانی به نام بیژن بود. او مدیر عامل شورای ماماهای ایران، مؤسس و رئیس انجمن پرستاران و کانون ماماهای ایران و دبیر دوم کمیسیون بین‌المللی شورای عالی جمعیت‌های زنان ایران بود.